# جوردي بونت
جوردي بونت (بالإسبانية: Jordi Bonet i Godó)‏ هو نحات ورسام إسباني، ولد في 7 مايو 1932 في برشلونة في إسبانيا، وتوفي في 25 ديسمبر 1979 في مونت سان هيلير في كندا بسبب ابيضاض الدم.

## وصلات خارجية
- الموقع الرسمي